# جنبش سبز ایران
جنبش سبز ایران به سلسلهٔ اقداماتی اطلاق می‌شود که در آن معترضان به نتیجهٔ انتخابات دهم ریاست جمهوری ایران، خواهان برکناری محمود احمدی‌نژاد پس از انتخابات شدند. رنگ سبز ابتدا به عنوان نماد طرفداران میرحسین موسوی انتخاب شد اما پس از انتخابات ۱۳۸۸ ایران و اعتراضات گسترده در واکنش به آن، این رنگ نماد اتحاد و امید کسانی به‌شمار می‌آمد که با انتخاب مجدد احمدی‌نژاد و حتی نظام جمهوری اسلامی مخالف بودند. میرحسین موسوی، مهدی کروبی و سید محمد خاتمی به عنوان «رهبران جنبش سبز» شناخته شده‌اند. در تاریخ نظام جمهوری اسلامی ایران، این بی سابقه ترین جنبش بعد از انقلاب ۱۳۵۷ بود.

## پیشینه
ابتدا به خاطر سیّد بودن موسوی رنگ سبز به تدریج توسط طرفدارانش به صورت نماد وی درآمد. با همه‌گیر شدن این رنگ مخالفت‌هایی از سوی برخی گروه‌های سیاسی ابراز شد. دو هفته پیش از انتخابات هفته‌نامهٔ صبح صادق، ارگان سپاه پاسداران به نقل از یدالله جوانی، رئیس ادارهٔ سیاسی سپاه پاسداران نوشت که سپاه اطّلاعاتی در دست دارد که نشان می‌دهد برخی گروه‌های افراطی، پروژهٔ انقلاب رنگی را طرّاحی کرده و در حال اجرای آن هستند: 
فراخوان عمومی از هواداران برای استفاده از رنگ سبز به صورت روسری، مانتو، کلاه، مچ‌بند و… اهدافی فراتر از ایجاد یک شور و نشاط انتخاباتی در جامعه و بین هواداران را دنبال می‌کند.
هم‌زمان با سخنان رئیس ادارهٔ سیاسی سپاه پاسداران، روزنامهٔ کیهان نیز در مطلبی ضمن تأیید حرف‌های این سردار سپاه نوشت اطّلاعاتی در دست دارد که نشان می‌دهد برخی از گروه‌ها خود را برای «بست‌نشینی» در روز انتخابات مقابل وزارت کشور و استانداری‌ها و فرمانداری‌ها آماده کرده و چند روز است که در تهران این کار را تمرین می‌کنند و به‌طور ضمنی آن‌ها را به انجام یک کودتای انتخاباتی متّهم کرد. برخی دیگر از ناظران سیاسی نیز حرکت‌های چند هفتهٔ پیش از انتخابات در تهران و شهرهای بزرگ را شبیه خیزش عمومی بهمن ۵۷ ارزیابی کرده و این گونه حرکت‌ها را نشانه‌ای از وقوع یک انقلاب قلمداد کردند.

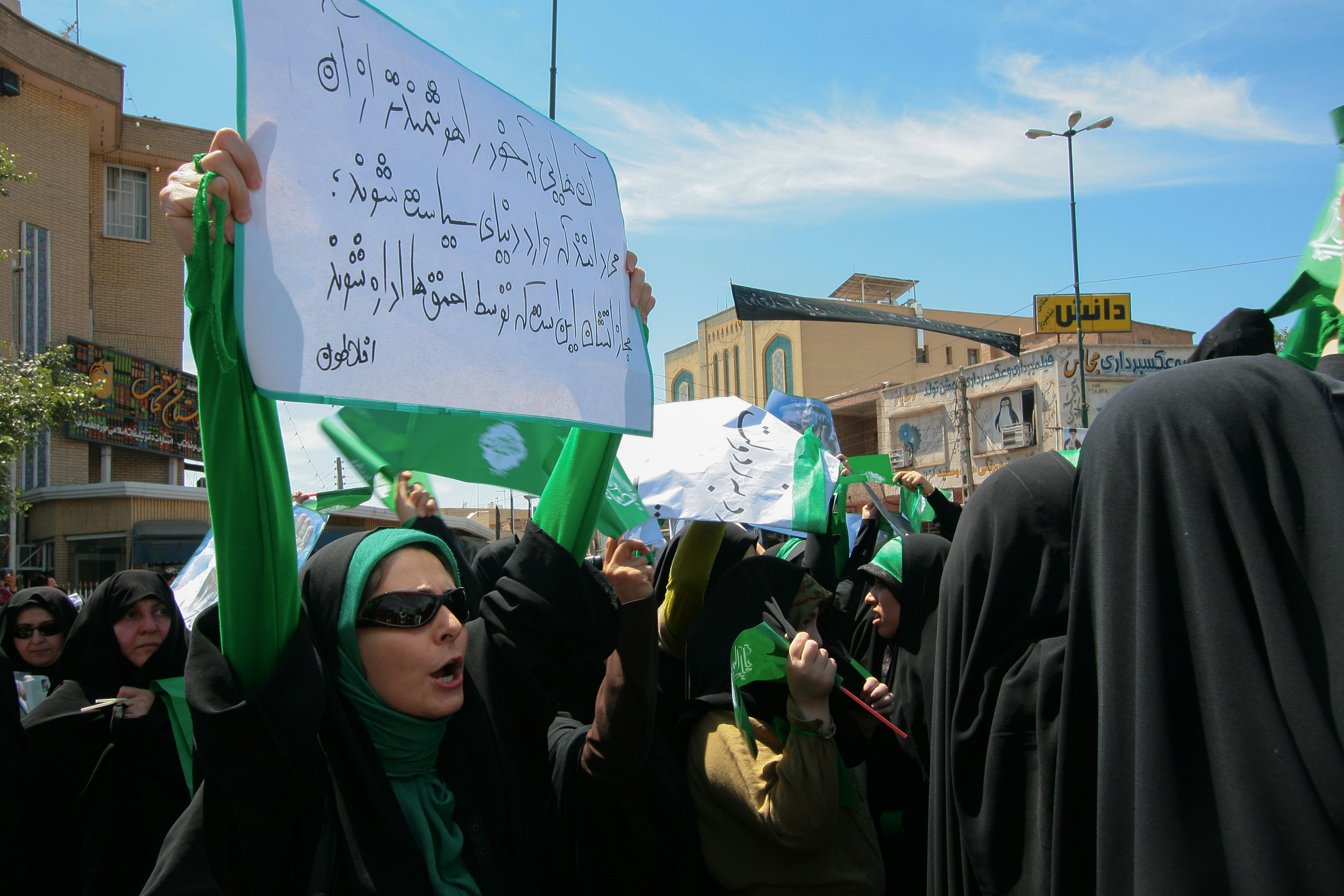
زنان طرفدار جنبش سبز (هواداران میرحسین موسوی) در شهر قم

## اصطلاح جنبش سبز
با تداوم اعتراضات فراگیر حامیان میرحسین موسوی و مهدی کرّوبی در انتخابات ریاست جمهوری ۱۳۸۸ به نتایج انتخابات این جریان با نام‌های گوناگونی خوانده شد. به عنوان مثال انقلاب سبز ایران عنوانی است که برخی رسانه‌های بین‌المللی به‌کار بردند.
موسوی و هوادارانش در کنار مهدی کرّوبی و محسن رضایی معتقد به مخدوش بودن نتایج انتخابات و اعلام پیروزی محمود احمدی‌نژاد بودند. برخی از احزاب هوادار موسوی از عنوان کودتای سیاسی برای آنچه در انتخابات توسط دولت روی‌داده‌بود استفاده کردند.

## رهبران
اگرچه بیشتر میرحسین موسوی، مهدی کروبی و تا حدودی محمد خاتمی را رهبران این جنبش می‌خوانند اما خود این افراد از جمله میرحسین موسوی بارها ابراز داشته‌اند که خودشان پیرو جنبش سبز هستند. به‌طور مثال می‌توان شرکت میرحسین موسوی در اوّلین نماز جمعه بعد از انتخابات ۱۳۸۸ به امامت هاشمی رفسنجانی را بنا به خواست هواداران این جنبش دانست.
در ادبیّات هواداران دولت احمدی‌نژاد از میرحسین موسوی و مهدی کروبی با عنوان «سران فتنه» یاد می‌شود.
نظرات گوناگونی پیرامون رهبری این جنبش ابراز شده است.

### نداشتن رهبری
به عقیدهٔ بابک داد، مقامات نظام، ابتدا جنبش را به «هدایت اتاق جنگ روانی» ستادهای انتخاباتی نسبت دادند اما بعد از دستگیری فله‌ای ده‌ها فعّال سیاسی، دیدند جنبش هنوز مدیریّت می‌شود و مقتدرانه ادامه دارد! بعد نامزدهای معترض را به عنوان طرّاح و رهبر اعتراضات ملّی، محدود کردند. همچنین داریوش همایون جنبش سبز را تحوّلی بی‌سابقه، دموکراتیک و آزاد که خارج از رابطهٔ رهبری، اطاعت، فرمان‌بری، مریدی و مرادی و… است می‌خواند.
- سردبیر اجرایی مجلّه معتبر فارن پالیسی، که زهرا رهنورد را به خاطر فعّالیت‌هایش در کمپین (و نه به خاطر رهبری جنبش) در لیست صد نفره زنان برگزیده قرار داده، تأیید می‌کند تحلیلگرانی که معتقدند این جنبش رهبر ندارد و هر کسی که فعال است، یک رهبر است، و ما به همین دلیل یک یا دو فرد در حوزه رهبری جنبش را انتخاب نکردیم. رهنورد را از کمپین انتخاباتی موسوی برگزیدیم. به خاطر اینکه حقیقتاً این جنبش آن قدر وسیع است، که، نام بردن از یک یا دو نفر به عنوان رهبر برای آن امکان‌پذیر نیست.[۱۵]

### وجود رهبری فرضی
عماد بهاور، از اعضای ستاد موسوی گفته است: برخی از گروه‌های اپوزیسیون دائماً تبلیغ می‌کنند که «موسوی رهبر جنبش نیست» یا «جنبش سبز رهبر ندارد» یا «مردم خود رهبر جنبش هستند». تصوّر آن‌ها از رهبری جنبش همان رهبری قدیمی و کلاسیک است که نوعی رهبری حدّاکثری بود و جنبش قبایی بود که بر قامت رهبران دوخته می‌شد. ایشان دانسته یا نادانسته بر تلاشی جنبش دامن می‌زنند. در حالی که نوع رهبری فرضی میرحسین موسوی به هیچ وجه شباهتی با آنگونه رهبری کلاسیک ندارد.
او گرچه معتقد است، جنبش رأس دارد ولی می‌گوید رهبری جنبش، فرضی است، وی گفته است:
این جنبش وابسته به رأس خود نبوده و نیست. اگرچه همواره حول یک «رأس فرضی» سامان یافته است. بی شک خاتمی و موسوی دو رأس فرضی برای این جنبش در مراحل اولیه و بعدی و البته بهترین، سالم‌ترین و اخلاقی‌ترین گزینه‌ها در بین گزینه‌های ممکن و موجود بوده‌اند. در چنین حالتی اعضای متکثر جنبش فرض می‌کنند که شخصی یا نهادی نقش رهبری جنبش را بازی می‌کند؛ رهبری که البته حداقلی است و چندان هم رهبری نمی‌کند. تنها «حضور» دارد تا انسجام جنبش حفظ شود و از مسیر اولیه آن خارج نشود.

### رهبری شبکه‌ای
از دیگر کسانی که رهبری جنبش را فردی نمی‌داند، مجید محمّدی جامعه‌شناس است. او می‌گوید رهبری جنبش سبز، شبکه‌ای، غیر متمرکز، تعاملی و توافقی است.

### رهبری نمادین
به عقیدهٔ حمیدرضا جلایی‌پور استاد جامعه‌شناسی دانشگاه تهران: جنبش سبز فقط یک رهبری نمادین و سمبلیک دارد و اگر این‌ها را هم از دست بدهد فرقی نمی‌کند. او اظهار کرده: جنبش سبز رهبر حقیقی و کاریزماتیک ندارد.

## اقدامات

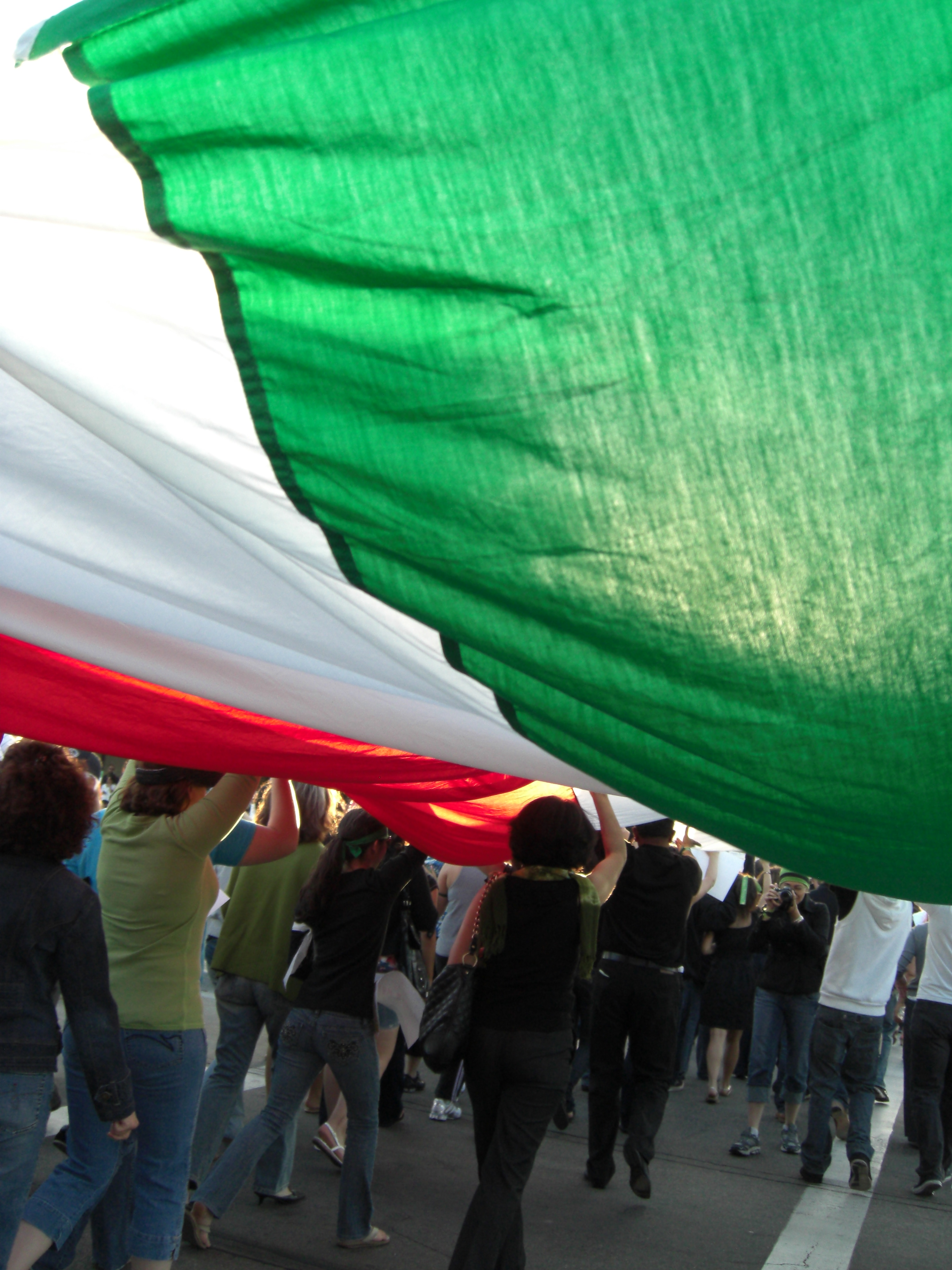
پرچم ایران در طول حرکت تظاهرات جنبش سبز

کمپین‌های انتخاباتی، ایجاد زنجیره‌های انسانی، تشویق به سبزپوشی، بستن دستبند سبز و کلاً ترویج این رنگ پیش از انتخابات و برگزاری راهپیمایی‌های گسترده در اعتراض به نتایج انتخابات، از جمله اقدامات این جنبش بوده است.
همچنین تندیس شبیه‌سازی شده مجسمه داوود در میدان سینورای فلورانس به دستور شهردار فلورانس و در جهت همدردی مردم فلورانس با مردم ایران، با پرتو نورافکن‌های سبز به نشانه جنبش سبز ایران نورپردازی شد.

## اظهار نظرها
علی‌اکبر موسوی خوئینی سه اولویّت جنبش سبز را فعّالیّت مؤثر حقوق بشری در دفاع از حقوق زندانیان- شهدا و پشتیبانی از خانواده‌های آنان، رفع خلاء شبکهٔ ارتباطی و رسانه‌ای با هدف آگاهی‌بخشی و تقویت همبستگی بین ایرانیان و عبور از بحث «چه نمی‌خواهیم» و آغاز گفتگوی فراگیر پیرامون «چه می‌خواهیم» می‌داند.
رضا خاتمی گفت: «من معتقدم حداقل تعداد ۷ میلیون و ۸۹ هزار و ۹۹۳ رأی تقلب شده است و فتنه واقعی این است. فتنه این است که تقلب کنند و خود را پشت رهبری پنهان سازند و از حیثیت و جایگاه رفیع رهبری برای انجام کارهایشان سوءاستفاده کنند.»

## مخالفان
منتقدان جنبش سبز استفادهٔ این جریان از رنگ سبز را محکوم کرده و آن را با عباراتی چون کاخ سبز معاویه و جنبش سبز اموی توصیف می‌کنند. گروهی از ایشان جنبش سبز علوی را برای مقابله با این جریان بنیان نهاده‌اند.
منسوب کردن این جریان به بنی‌امیه و معاویه اعتراض‌های شدیدی را در بین هواداران جنبش سبز برانگیخته است. از جمله رسول منتجب‌نیا فقیه و قائم‌مقام حزب اعتماد ملّی تشبیه مخالفان به بنی‌امیه را رفتاری ضداسلامی توصیف کرده و خواهان برخورد مقامات کشور با آنان شده بود: «این بزرگ‌ترین تهمت است که شخصی یک مجموعه را طرفدار بنی‌امیه می‌نامد. بنی‌امیه یعنی دشمنان اهل بیت و کسانی در مقابل آنها ایستادند… شما علوی هستید مبارکتان! چرا رقیب خود را اموی اعلام می‌کنید. این چه تهمتی است؟ شما دم از اصولگرایی می‌زنید. آیا تهمت زدن از اصول شماست؟ آیا هرکس که شما را قبول نکرد؛ معاویه، یزید بن معاویه یا بنی‌امیه است… متعجبم که مقامات کشور چرا به دهان آنها نمی‌زند و با آنها برخورد نمی‌کنند.»

## مواضع رهبران سایر کشورها نسبت به جنبش سبز
- اسرائیل بنیامین نتانیاهو در همدردی با جنبش سبز گفته است: «من هرگز تصویر دانشجویان جوان مشتاق تغییر که در سال ۲۰۰۹ در خیابان‌های تهران اعدام شدند را فراموش نخواهم کرد. من هرگز ندا آقاسلطان زیبا را که در پیاده‌رو جان داد فراموش نخواهم کرد.»[۲۶]
- ایالات متحده آمریکا علی‌رغم انتظار ناظرین سیاسی آمریکا در آغاز این حوادث رابطه خود را با اپوزیسیون ایران قطع کرد و به سازمان سیا دستور داد تا تماس‌ها با بعضی حامیان جنبش سبز را متوقف کند.[۲۷][۲۸]

### پیام نوروزی رهبران جنبش سبز
رهبران جنبش سبز ایران ضمن پیش دستی در ارائه پیام نوروزی نسبت به سید علی خامنه‌ای، سال ۱۳۸۹ را سال «صبر و استقامت» نامیدند.
در نخستین نوروزِ جنبش سبز و در شرایطی که هزاران تن از رهبران و هواداران جنبش و مردمی که در ده‌ها تظاهرات اعتراضی حضور داشته یا کوچک‌ترین اقدامی در دفاع از جنبش انجام داه بودند، همچنان در زندان به سر برده و در برخی از بندهای زندان اوین اعتصاب غذای زندانیان آغاز شده بود، رهبران جنبش سبز پیش از علی خامنه‌ای و محمود احمدی‌نژاد به انتشار پیام نوروزی پرداختند. پیش از این طی یک سنت ده ساله علی خامنه‌ای در پیام نوروزی خود به نامگذاری سال آتی می‌پرداخت.

### پیام نوروزی میرحسین موسوی
میرحسین موسوی در پیام خود به مشکلات به انتخابات، مشکلات عدیده اقتصادی کشور، لزوم حمایت از خانواده‌های شهدای و جانبازان جنبش و… پرداخت و گفت:
وضعیتی که پیش آمد یک ذهنیت را برای مردم در مورد عدم مدیریت صحیح و اسلامی انتخابات شکل داد که ریشه بسیاری از اتفاقات در کشور شد. دنباله موضوع، پاسخی بود که به اعتراضات داده شد که این پاسخ در خور عظمت، آزادگی و سرافرازی ملت ما نبود. جنایات کهریزک، مسئله خوابگاه‌های دانشجویی، کشتار ۳۰ خرداد و حتی ۲۵ خرداد و حوادث بعدی از جمله روز عاشورا، مورد انتظار مردم کشور ما نبود.

اگر مسئله سیاسی بود باید به شیوه سیاسی حل می‌شد و مردم باید اقناع می‌شدند و به مردم توضیح می‌دادند. اما اینگونه نشد و پاسخ‌ها درخورشان نبود. یکی از به یادماندنی‌ترین روزهای این جریانات، روز ۲۵ خرداد بود که ملت به صورت گسترده در این روز حضور پیدا کردند و آن را به روز تعیین‌کننده‌ای در تاریخ کشور تبدیل کردند. آن روز همواره شهادت خواهد داد که روحیه مردم در روزهای پس از انتخابات چگونه بود.
در بخشی از این پیام نوروزی آقای موسوی به آینده جنبش سبز اشاره می‌کند و از مردم می‌خواهد که دامنه جنبش سبز را به همه "قشرها و قومیت‌ها و استان‌ها گسترش دهند و با ایجاد اشتغال و کمک به مردم در ارتقای وضعیت آنها یاری کنند.

### پیام نوروزی زهرا رهنورد
پیام نوروزی زهرا رهنورد که به‌صورت تصویری ضبط شده بود در ۲۷ اسفند منتشر گردید. در این پیام وی ضمن تبریک نوروز گفت: 
می‌توانم راجع به زنان حرف نزنم. بر تارک آرمان‌های زنان آزادی‌ها و رفع تبعیض می‌درخشد، این آرمان زنان ایران فقط نیست، آرمان تمام زنان جهان است منتها برخی از نقاط جهان موفق تر از ما بوده‌اند در رفع تبعیض ولی ما موفق نبودیم، واقعیت این است. من همیشه حرفم این بوده که انقلاب اسلامی یک پروژهٔ ناتمام بود. و امیدوار بودیم که در جمهوری اسلامی آرمان‌های بلند انقلاب اسلامی و آرمان‌های بلند حضرت امام خمینی (ره) رهبر کبیر انقلاب در جمهوری اسلامی تحقق پیدا کند، چون به نحو خاصی انقلاب ما با یک سرعت خاصی موفق شد و ادامهٔ آرمان‌هایش را منتظر بودیم در جمهوری اسلامی انجام بگیرد که آزادی‌ها بود، قانون خواهی بود، مساوات بود، رفاه مردم بود، رفع تبعیض‌های طبقاتی بود و نظایر آنها، ولی نشده. جنبش سبز می‌خواهد همان‌ها را دوباره پیگیری کند از جمله مسئله زنان را. زنان ما در شرایط فعلی از تبعیض‌های زیادی رنج می‌برند، مثل تبعیض‌های حقوقی، تبعیض‌های فرهنگی، تبعیض‌های قانونی و نظایر آنها.

### پیام نوروزی مهدی کروبی
پیام نوروزی مهدی کروبی نیز که به‌صورت تصویری بود در ۲۹ اسفند منتشر گردید. مهدی کروبی ضمن تبریک نوروز گفت: 
گر شما نظام رو سلیقه میگید، نظام رو فرد میگید، نظام یه دسته خاصی رو میگید که یه جمع کوچکی را در درون خودش جا بده؛ مثلاً روحانیونش آقای جنتی باشه، آقای یزدی باشه، آقای مصباح باشه، آقای شجونی باشه، آقای طائب باشه… یا نفراتش قاضی مرتضوی باشه، محمود احمدی‌نژاد باشه، الهام باشه، نقدی باشه و از این قبیل افراد؛ اگه نظام این رو بگید، بله! ما مخالف این جور نظامی هستیم!
مهدی کروبی در این پیام از علی خامنه‌ای انتقاد کرده که پیشتر گفته بود همه باید در کشتی نجات نظام باشند. مهدی کروبی گفته وقتی روحانی و شخصیت‌های نظام به جنتی، احمد خاتمی و محمود احمدی‌نژاد منحصر شود دیگر نمی‌توان شعار داد کشتی نظام. باید گفت، قایق نظام!

### بازتاب‌های خارجی
پیام نوروزی رهبران جنبش سبز بازتاب‌هایی در رسانه‌های خارجی داشت، اگرچه رسانه‌های داخل اجازه پوشش دادن پیام‌های رهبران جنبش را ندارند. از جمله روزنامه نیویورک تایمز نوشت میرحسین موسوی در پیام خود می‌گوید که سال جدید، سالی است همراه با مقاومت در برابر مطالبات مشروع و قانونی، و ما اگر از این مطالبه بر حق خود دست بکشیم به ملت، اسلام و خون شهدا خیانت کرده‌ایم. همچنین همسر آقای موسوی، زهرا رهنورد، نیز می‌گوید که در این سال نو ما در کشورمان آزادی می‌خواهیم. ما خواهان از بین رفتن «تقلب و تبعیض» در کشور هستیم.